# Sándor Hódosi
Sándor Hódosi, född den 28 april 1966 i Budapest, Ungern, är en ungersk kanotist.
Han tog OS-guld i K-4 1000 meter i samband med de olympiska kanottävlingarna 1988 i Seoul.